# دحل أبا الجرفان
دحل أبا الجرفان هو أحد الدحول الواقعة جنوب الصمان في السعودية.